# Borowo (powiat płocki)
Borowo – wieś sołecka w Polsce położona w województwie mazowieckim, w powiecie płockim, w gminie Drobin.
| SIMC    | Nazwa    | Rodzaj    |
| ------- | -------- | --------- |
| 0563051 | Zofiówka | część wsi |

W latach 1975–1998 miejscowość należała administracyjnie do województwa płockiego
We wsi znajduje się remiza Ochotniczej Straży Pożarnej Maliszewko i boisko piłkarskie klubu sportowego Wicher Cieszewo.